# Rovnoběžník

Rovnoběžník

Rovnoběžník (latinsky parallelogrammum, někdy též r(h)omboid; ve starší české literatuře kosodélník) je čtyřúhelník, jehož protilehlé strany jsou rovnoběžné.

## Vlastnosti
Protější strany rovnoběžníku jsou shodné (mají stejnou délku) : {\displaystyle a=|AB|=|CD|=c,\qquad d=|AD|=|BC|=b.}
Protější úhly rovnoběžníku jsou shodné. Součet velikostí vnitřních úhlů čtyřúhelníku je 360°, součet dvou sousedních úhlů je 180°.
Velikost protilehlých úhlů má stejnou velikost, platí {\displaystyle \alpha =\angle DAB=\angle BCD=\gamma ,\qquad \beta =\angle ABC=\angle CDA=\delta .}
Průsečík úhlopříček e, f rovnoběžníku je jeho středem souměrnosti. Úhlopříčka rozděluje rovnoběžník na dva shodné trojúhelníky.
Úhlopříčky rovnoběžníku se vzájemně půlí. Délky úhlopříček se počítají podle vzorce:
{\displaystyle e=|AC|={\sqrt {a^{2}+b^{2}+2ab\cos \alpha }}={\sqrt {(a+h_{a}{\mbox{cotg}}\,\alpha )^{2}+h_{a}^{2}}}\,,}
{\displaystyle f=|BD|={\sqrt {a^{2}+b^{2}-2ab\cos \alpha }}={\sqrt {(a-h_{a}{\mbox{cotg}}\,\alpha )^{2}+h_{a}^{2}}}\,.}
Platí tedy rovnoběžníková rovnost:
{\displaystyle e^{2}+f^{2}=2(a^{2}+b^{2})}
Rovnoběžník je středově souměrný, středem souměrnosti je průsečík jeho úhlopříček.
Shrnutí vlastností čtyřúhelníků. 
| čtverec                           | obdélník                         | kosočtverec                       | kosodélník                       |
| --------------------------------- | -------------------------------- | --------------------------------- | -------------------------------- |
|                                   |                                  |                                   |                                  |
| všechny strany jsou stejně dlouhé | sousední strany mají různé délky | všechny strany jsou stejně dlouhé | sousední strany mají různé délky |
| všechny vnitřní úhly jsou pravé   | všechny vnitřní úhly jsou pravé  | žádný vnitřní úhel není pravý     | žádný vnitřní úhel není pravý    |
| úhlopříčky se navzájem půlí       |                                  |                                   |                                  |
| úhlopříčky mají stejnou délku     | úhlopříčky mají stejnou délku    | úhlopříčky mají různé délky       | úhlopříčky mají různé délky      |
| úhlopříčky jsou k sobě kolmé      | úhlopříčky nejsou k sobě kolmé   | úhlopříčky jsou k sobě kolmé      | úhlopříčky nejsou k sobě kolmé   |
| úhlopříčky půlí vnitřní úhly      | úhlopříčky nepůlí vnitřní úhly   | úhlopříčky půlí vnitřní úhly      | úhlopříčky nepůlí vnitřní úhly   |

## Obsah
Obsah rovnoběžníku je roven: {\displaystyle S=ah_{a}=bh_{b}=ab\sin \alpha },
kde {\displaystyle a=|AB|} a {\displaystyle b=|AD|} jsou délky přilehlých stran rovnoběžníku a {\displaystyle h_{a}} je výška ke straně {\displaystyle AB}, obdobně {\displaystyle h_{b}} je výška ke straně {\displaystyle AD}, {\displaystyle \alpha } je vnitřní úhel mezi přilehlými stranami.

### V rovině
Pokud jsou vrcholy {\displaystyle A,B,C,D} zadány pomocí souřadnic v rovině, tj. {\displaystyle A=(x_{A},y_{A})}, {\displaystyle B=(x_{B},y_{B})}, atd., je obsah rovnoběžníku roven absolutní hodnotě determinantu sestaveného ze souřadnic libovolných tří vrcholů takto
{\displaystyle S=\left|\det \left({\begin{array}{cc}x_{B}-x_{A}&x_{D}-x_{A}\\y_{B}-y_{A}&y_{D}-y_{A}\end{array}}\right)\right|=|(x_{B}y_{D}-x_{D}y_{B})-(x_{A}y_{D}-x_{D}y_{A})+(x_{A}y_{B}-x_{B}y_{A})|.}
Ztotožníme-li, pro jednoduchost, vrchol {\displaystyle A} s počátkem souřadného systému, tj. {\displaystyle A=(0,0)}, pak tedy
{\displaystyle S=|x_{B}y_{D}-x_{D}y_{B}|.}
Zcela analogicky lze spočítat objem libovolného rovnoběžnostěnu, resp. nadobjem libovoného {\displaystyle n}-rozměrného nadrovnoběžnostěnu (v {\displaystyle n}-rozměrném prostoru).

### V trojrozměrném prostoru
Pokud jsou vrcholy {\displaystyle A,B,C,D} zadány pomocí souřadnic v prostoru, tj. {\displaystyle A=(x_{A},y_{A},z_{A})}, {\displaystyle B=(x_{B},y_{B},z_{B})}, atd., a zavedeme-li stranové vektory
{\displaystyle \mathbf {a} =(x_{B}-x_{A},y_{B}-y_{A},z_{B}-z_{A}),\qquad \mathbf {b} =(x_{D}-x_{A},y_{D}-y_{A},z_{D}-z_{A}),}
je obsah rovnoběžníku roven euklidovské normě (délce) vektoru {\displaystyle \mathbf {a} \times \mathbf {b} },
kde "{\displaystyle \times }" značí vektorový součin dvou vektorů. Tedy
{\displaystyle S=\|\mathbf {a} \times \mathbf {b} \|_{2}={\Big (}(\mathbf {a} \times \mathbf {b} )\cdot (\mathbf {a} \times \mathbf {b} ){\Big )}^{1/2}}
kde "{\displaystyle \,\cdot \,}" značí skalární součin dvou vektorů.
Pokud mají směrové vektory nulové složky ve směru osy {\displaystyle z}, tj.
{\displaystyle \mathbf {a} =(x_{B}-x_{A},y_{B}-y_{A},0),\qquad \mathbf {b} =(x_{D}-x_{A},y_{D}-y_{A},0),}
pak
{\displaystyle \mathbf {a} \times \mathbf {b} ={\Big (}0,0,(x_{B}y_{D}-x_{D}y_{B})-(x_{A}y_{D}-x_{D}y_{A})+(x_{A}y_{B}-x_{B}y_{A}){\Big )},}
čímž dostaneme právě vztah pro výpočet obsahu rovnoběžníka v rovině.
Ztotožníme-li, pro jednoduchost, vrchol {\displaystyle A} s počátkem souřadného systému, tj. {\displaystyle A=(0,0,0)}, pak
{\displaystyle \mathbf {a} \times \mathbf {b} =(y_{B}z_{D}-y_{D}z_{B},x_{D}z_{B}-x_{B}z_{D},x_{B}y_{D}-x_{D}y_{B})}
v obecném případě, respektive
{\displaystyle \mathbf {a} \times \mathbf {b} =(0,0,x_{B}y_{D}-x_{D}y_{B})}
v případě, že směrové vektory mají navíc nulové složky ve směru osy {\displaystyle z}.
Zobecněním vektorového součinu do {\displaystyle n}-rozměrného prostoru (jedná se o součin {\displaystyle (n-1)} lineárně nezávislých vektorů délky {\displaystyle n}, jehož výsledkem je vektor kolmý na všechny předchozí, tvořící s nimi, v daném pořadí, pravotočivou bázi) lze zcela analogicky spočítat nadobsah libovolného {\displaystyle (n-1)}-rozměrného nadrovnoběžníku v {\displaystyle n}-rozměrném prostoru.

### Vn-rozměrném (reálném) prostoru
Pokud je rovnoběžník dán dvěma stranovými vektory v obecném reálném {\displaystyle n}-rozměrném prostoru
{\displaystyle \mathbf {a} =(a_{1},a_{2},a_{3},\ldots ,a_{n}),\qquad \mathbf {b} =(b_{1},b_{2},b_{3},\ldots ,b_{n}),}
pak jeho obsah je dán vztahem
{\displaystyle S={\sqrt {\|\mathbf {a} \|_{2}^{2}\|\mathbf {b} \|_{2}^{2}-\langle \mathbf {a} ,\mathbf {b} \rangle ^{2}}}={\Big (}(\mathbf {a} \cdot \mathbf {a} )(\mathbf {b} \cdot \mathbf {b} )-(\mathbf {a} \cdot \mathbf {b} )^{2}{\Big )}^{1/2},}
kde "{\displaystyle \langle \,,\,\rangle }", resp. "{\displaystyle \,\cdot \,}" značí skalární součin dvou vektorů.
Dosazením
{\displaystyle \mathbf {a} =(x_{B}-x_{A},y_{B}-y_{A},0,\ldots ,0),\qquad \mathbf {b} =(x_{D}-x_{A},y_{D}-y_{A},0,\ldots ,0),}
opět dostáváme známý vztah pro obsah rovnoběžníku v rovině.